# Cytospora leucosperma
Cytospora leucosperma är en svampart som först beskrevs av Christiaan Hendrik Persoon, och fick sitt nu gällande namn av Elias Fries 1823. Cytospora leucosperma ingår i släktet Cytospora och familjen Valsaceae.   Inga underarter finns listade i Catalogue of Life.